# Сурхаб I
Сурхаб I (персијски: سهراب) је био други владар династије Баванд ог 673 до 717. године.
Био је син Фарухзада, партског племића из породице Испахбудан, породице која је имала дугу историју службе код Сасанида, пратећи своје порекло до Бавија. Сурхаб је такође имао четворо браће по имену Исфандјад, Шахрам, Бахрам и Фарухан. Фарухзада је 665. године убио Каренид по имену Валаш, који је тада освојио његове домене. Након убиства свог оца, Сурхаб је побегао у упориште у Баванду у Мазандарану. Током 673. Сурхаб је осветио оца убивши Валаша, а затим поново покорио изгубљену територију Баванда. Потом се крунисао као испахбад бавандидаца у његовом главном граду у Периму. Сурхаб је умро 717. године, а наследио га је син Михр Мардан.